# Cilix (genre)
Pour les articles homonymes, voir Cilix.
Genre
Cilix est un genre de lépidoptères (papillons) de la famille des Drepanidae. 

## Espèces rencontrées en Europe
- Cilix asiatica O. Bang-Haas, 1907
- Cilix glaucata (Scopoli, 1763)
- Cilix hispanica De-Gregorio, Torruella, Miret, Casas & Figueras, 2002